# Милорад Митровић (фудбалер)
Милорад Митровић (Велико Градиште, 12. април 1908—Сплит, 9. август 1993) био је југословенски и српски фудбалер и фудбалски тренер.

## Каријера
Каријеру је започео у фудбалском клубу БСК Београд, у којем је играо до 1928. године. Након олимпијског турнира у Амстердаму, од 1928. године играо је у Француској за Монпеље (1928—1932) и Сете 34 (1933—1934), заједно са Ивицом Беком. Године 1934. вратио се у БСК Београд са којим је освојио две титуле националног првака Југославије (1935 и 1936. године), а последњу утакмицу у дресу БСК-а одиграо је 3. октобра 1937. године. Каријеру је завршио у БАСК-у у којем је играо у периоду од 1937. до 1941. године.
За селекцију Београда одиграо је 10 утакмица, три за селекцију Југославије, а дебитовао је против селекције Португалије, 29. маја 1982. године у Амстердаму, на олимпијском турниру. Последњу утакмицу за репрезентацију Југославије одиграо је 1. јануара 1935. године, против репрезентације Румуније у Атини за Балкански куп, када је репрезентација Југославије освојила једини победнички трофеј у овом такмичењу.
У периоду од 1955. до 1959. године био је тренер Бурме.
Био је осредњег раста, снажне телесне грађе, а по спортској фернеси био је највећи  „џентлмен“ београдског фудбала у његово време. Такође важио је за једног од најбољих југословенских бекова између два светска рата.
Живео је у Сплиту, где је преминуо 9. августа 1993. године због проблема са крвним судовима.